# Křídla Tatevu
Křídla Tatevu (arménsky Տաթևի թևեր – Tatevi tever) je 5,7 km dlouhá lanová dráha mezi Halidzorem a klášterem Tatev v Arménii. Je to nejdelší obousměrná kabinová lanovka postavená pouze v jednom úseku, a drží rekord pro nejdelší obousměrnou lanovkovou dráhu s nepřetržitým provozem. Stavba byla dokončena 16. října 2010.
Lanová dráha Křídla Tatevu se nachází v provincii Sjunik, 250 km na jih od Jerevanu – hlavního města Arménie.
Celková doba jízdy ze stanice Halidzor ke klášteru Tatev je asi 12 minut. Je to mnohem kratší cesta než 40minutová jízda po strmé serpentinové silnici, která vede Vorotanskou soutěskou s řekou Vorotan. Kabina lanové dráhy dosahuje při přejezdu nad soutěskou maximální výšky 320 metrů. Když první kabina dojede do stanice Tatev, druhá přijede do stanice Halidzor. Poté, co jsou obě kabiny – nazývané Křídla, znovu obsazeny pasažéry, vyjedou po stejné dráze v opačném směru. Každá kabina pojme 30 cestujících a jednoho stewarda – obsluhu. Lanová dráha přepraví asi 240 cestujících za hodinu. Mohutné pilíře rozdělují lanovou dráhu na čtyři části. Nejdelší úsek má 2,7 km a nabízí výhled na klášterní komplex Tatev.

## Historie

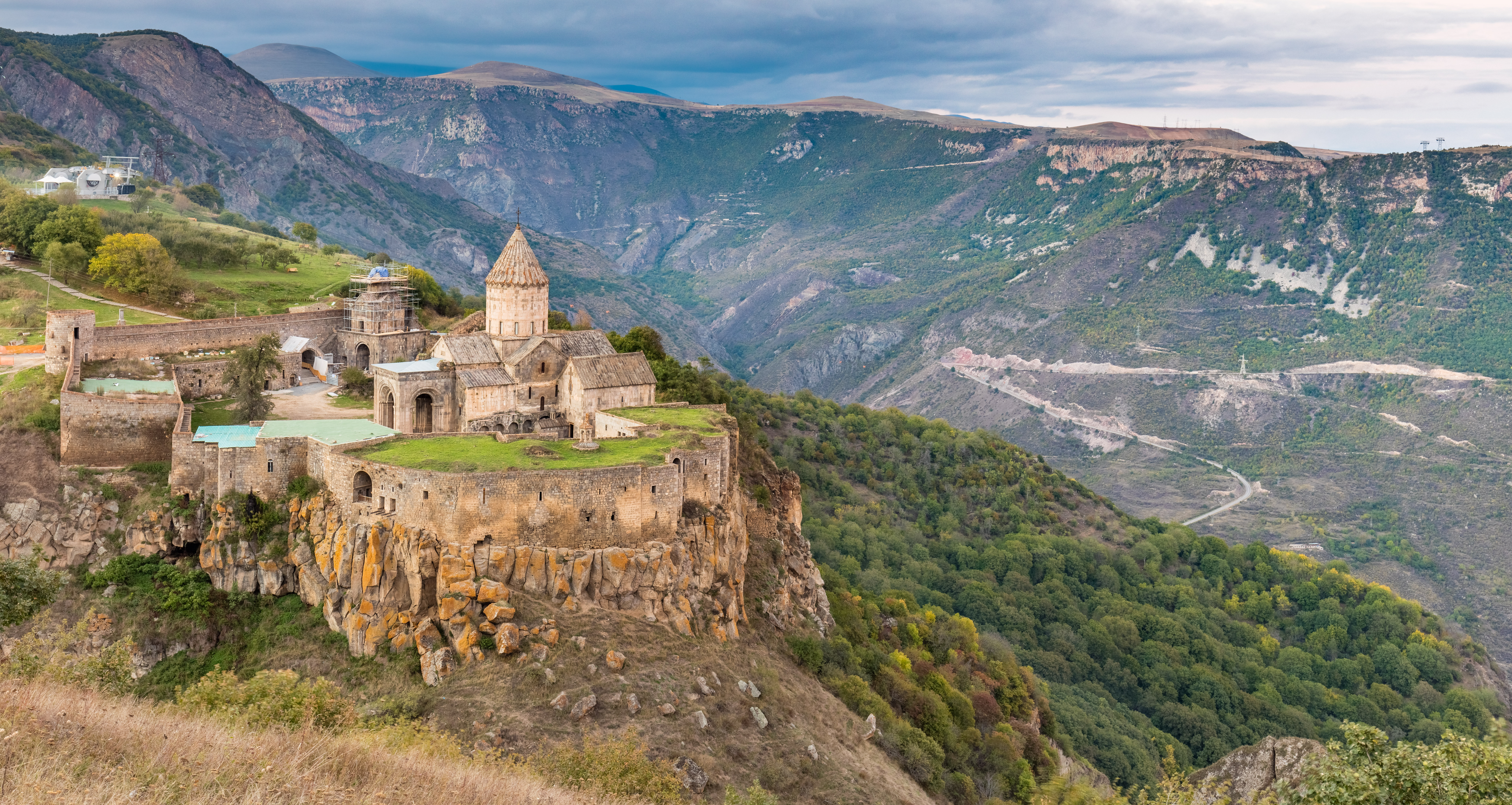
Klášter Tatev – vlevo nahoře stanice lanovky, uprostřed soutěska Vorotan se starou silnicí (úplně vzadu), nová silnice a úplně vpravo nahoře dvě podpěry lanovky na druhé straně soutěsky

Obousměrná lanová dráha Křídla Tatevu byla postavena v rámci projektu Tatev Revival, za jehož myšlenkou stojí arménský obchodník Ruben Karlenovich Vardanyan a jeho žena Veronika Feliksovna Zonabend. Výrobcem byla rakousko–švýcarská společnost Doppelmayr Garaventa. Lanovka byla oficiálně uvedena do provozu 16. října 2010. V témže roce, 23. října, vytvořila Guinnessův světový rekord pro nejdelší obousměrnou lanovou dráhu s nepřetržitým provozem.
Tatev Gateway je nekomerční projekt. Veškerý zisk z projektu je investován do obnovy kláštera Tatev a rozvoje místní komunity.

## Technické informace

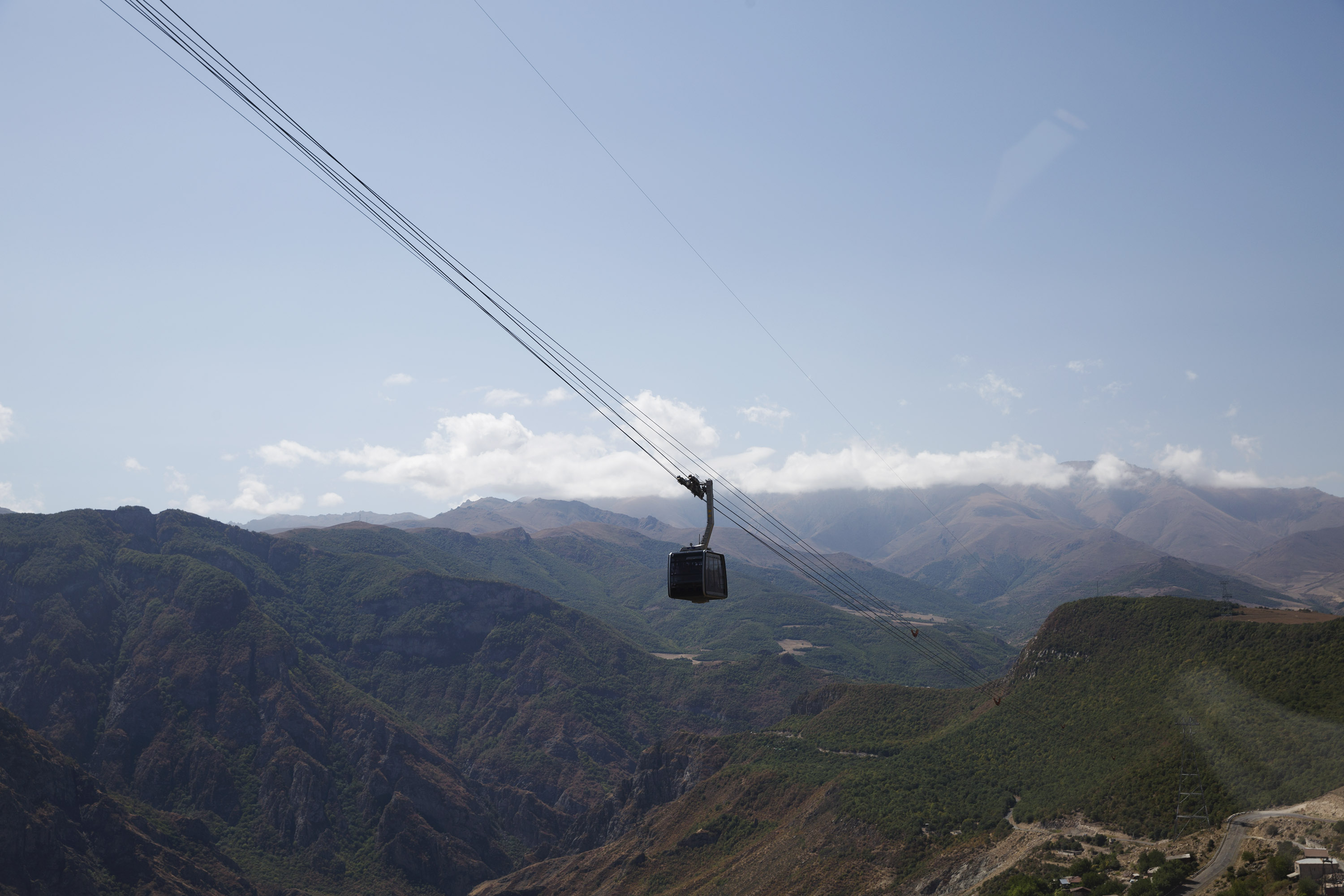
Lanová dráha Křídla Tatevu

- Typ: obousměrná lanová dráha s nepřetržitým provozem
- Výrobce: Doppelmayr/Garaventa Group (Rakousko, Švýcarsko)
- Délka: 5 752 m
- Doba jízdy: 11–15 minut (v závislosti na povětrnostních podmínkách)
- Kapacita kabiny: 30 cestujících a obsluha
- Počet kabin: 2
- Maximální výška: 320 m
- Maximální rychlost: 10 m/s
- Personál: 60 lidí [3]

## Investice do projektu
Do projektu Tatev Gateway bylo investováno více než 22 milionů USD. Z tého částky bylo 16 milionů USD použito na výstavbu lanové dráhy, přes 1 milion USD na výstavbu restaurace Tatevatun, 1,5 milionu USD na rozvoj infrastruktury a asi 670 000 USD na úpravu areálu.

## Statistika
Od října 2010 do prosince 2019 lanová dráha Křídla Tatevu přepravila přibližně 950 000 cestujících.
| Rok  | Čtvrtletí I | Čtvrtletí II | Čtvrtletí III | Čtvrtletí IV | Celkový                                       |
| ---- | ----------- | ------------ | ------------- | ------------ | --------------------------------------------- |
| 2010 | –           | –            | –             | 9 108        | 9 108                                         |
| 2011 | 1 964       | 18 894       | 33 890        | 6 201        | 60 949                                        |
| 2012 | 994         | 18 605       | 42 317        | 8 448        | 70 364                                        |
| 2013 | 1 092       | 17 154       | 47 941        | 7 598        | 73 785                                        |
| 2014 | 1 834       | 26 524       | 59 377        | 9 651        | 97 386                                        |
| 2015 | 1 495       | 29 706       | 57 423        | 9 030        | 97 654                                        |
| 2016 | 3 087       | 24 853       | 57 119        | 11 262       | 96 321                                        |
| 2017 | 3 855       | 39 252       | 74 712        | 17 332       | 135 151                                       |
| 2018 | 7 932       | 43 183       | 83 210        | 18 627       | 152 952                                       |
| 2019 | 5 826       | 47 905       | 79 905        | 22 347       | 155 983                                       |
| 2020 | 4 017       | 3 059        | 25 030        | 114          | 32 220 (rok Covidu-19 a Druhé Arcašské války) |
| 2021 | 1 284       | 15 757       | 38 846        | 11 856       | 67 743                                        |

## Provozní doba
Lanová dráha Křídla Tatevu je v provozu celoročně a její provozní doba se v jednotlivých sezónách liší:
- v létě – červen až srpen, je lanovka v provozu od 9 do 20 hodin
- v chladnějším počasí – říjen až duben, od 10 do 18 hodin
- v květnu a září od 10 do 19 hodin
- v hlavní letní sezóně je lanová dráha v provozu každý den bez výjimky
- po zbytek roku přepravuje každý den kromě pondělí

## Galerie

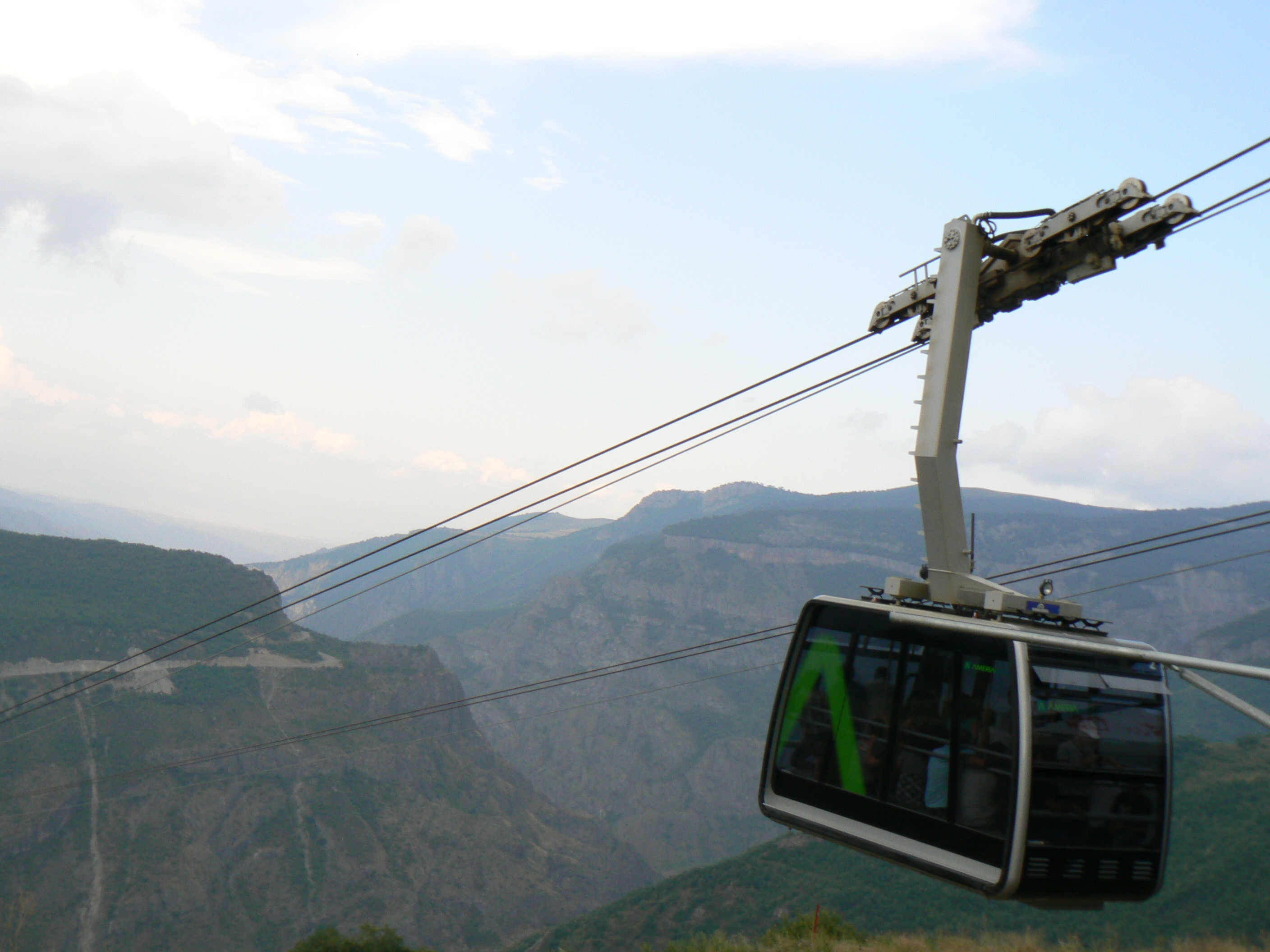
Kabinka lanové dráhy
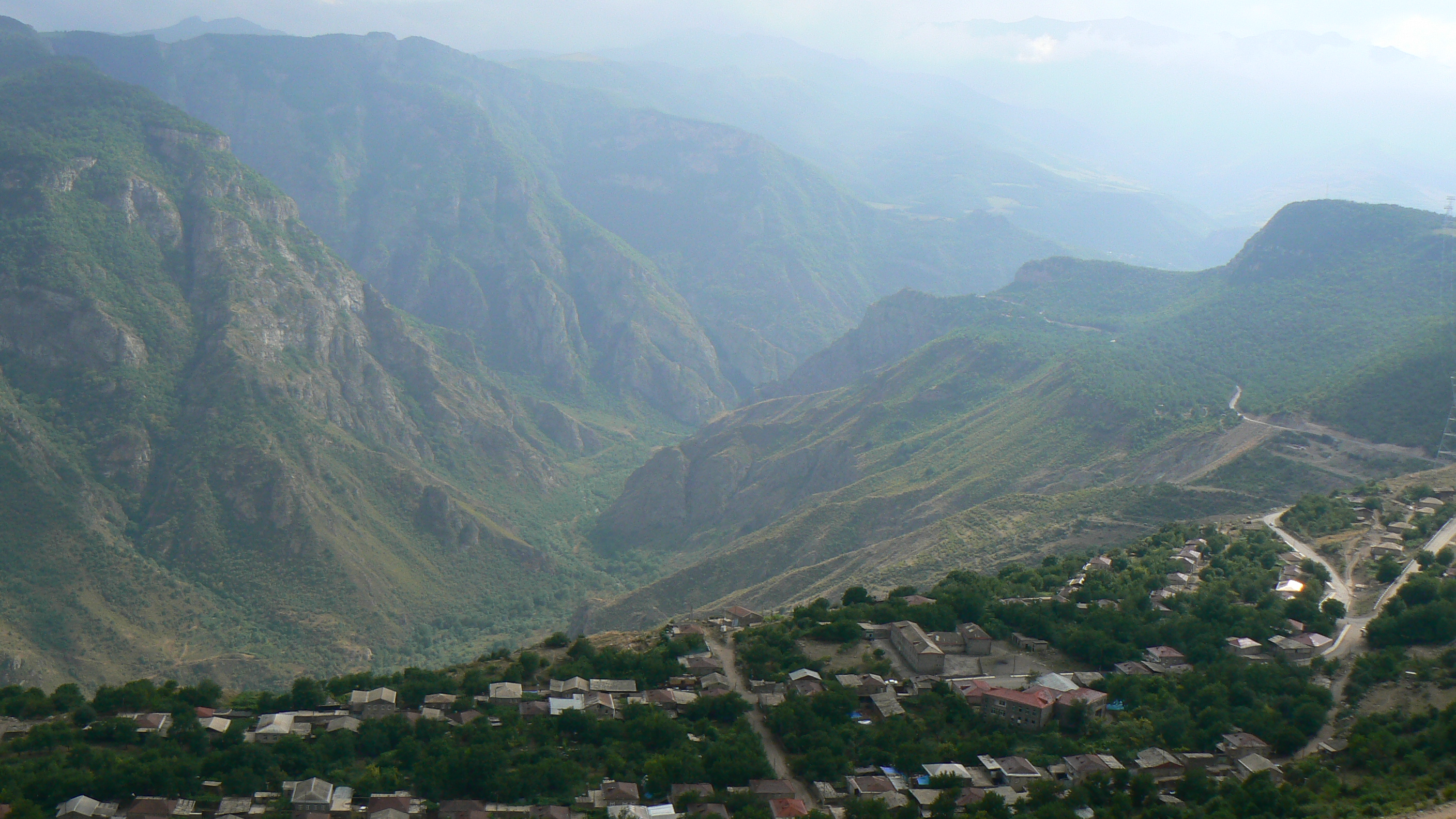
Pohled z kabinky lanové dráhy
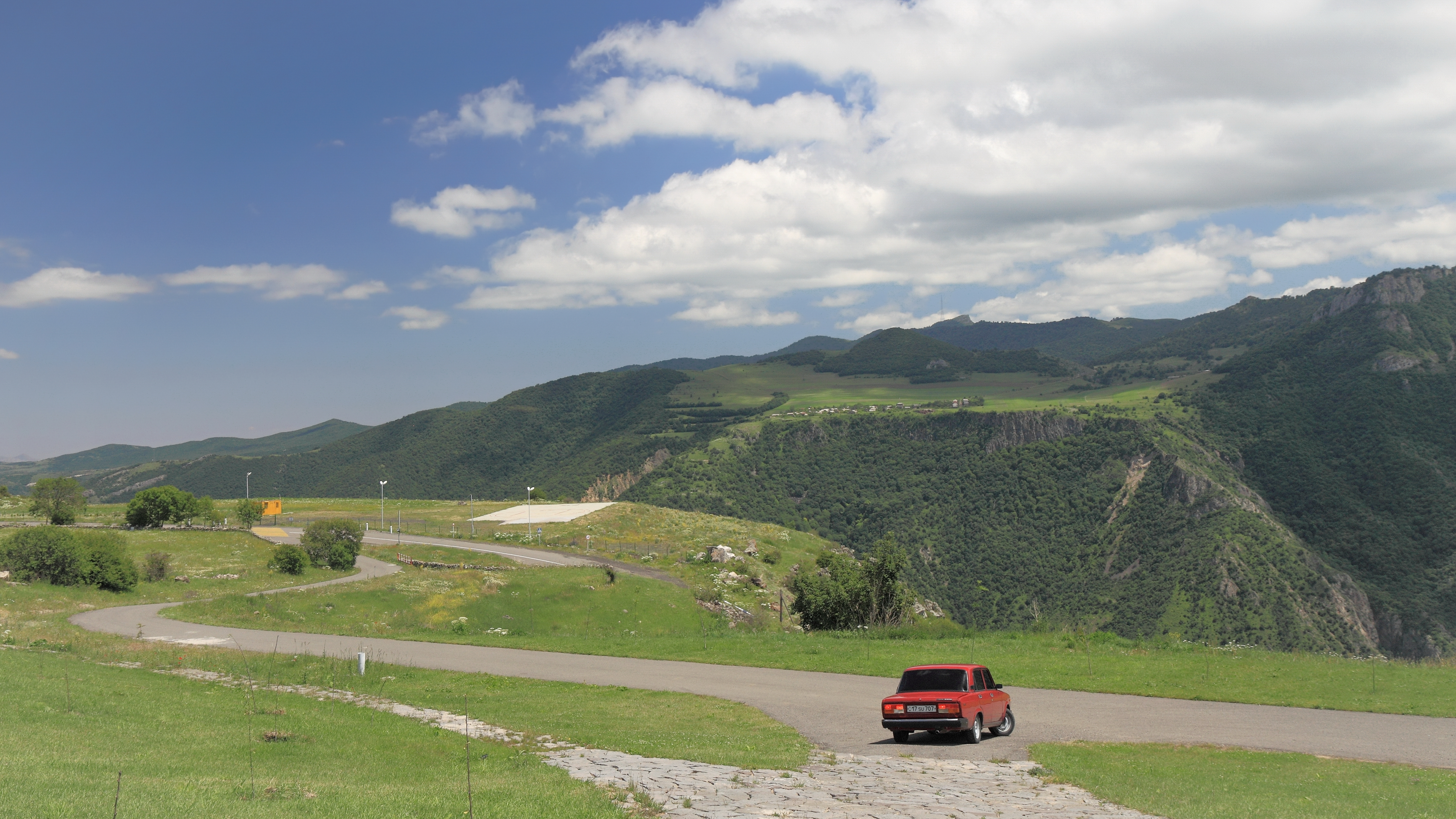
Cesta k hlavním budovám a dolnímu nádraží v Halidzoru
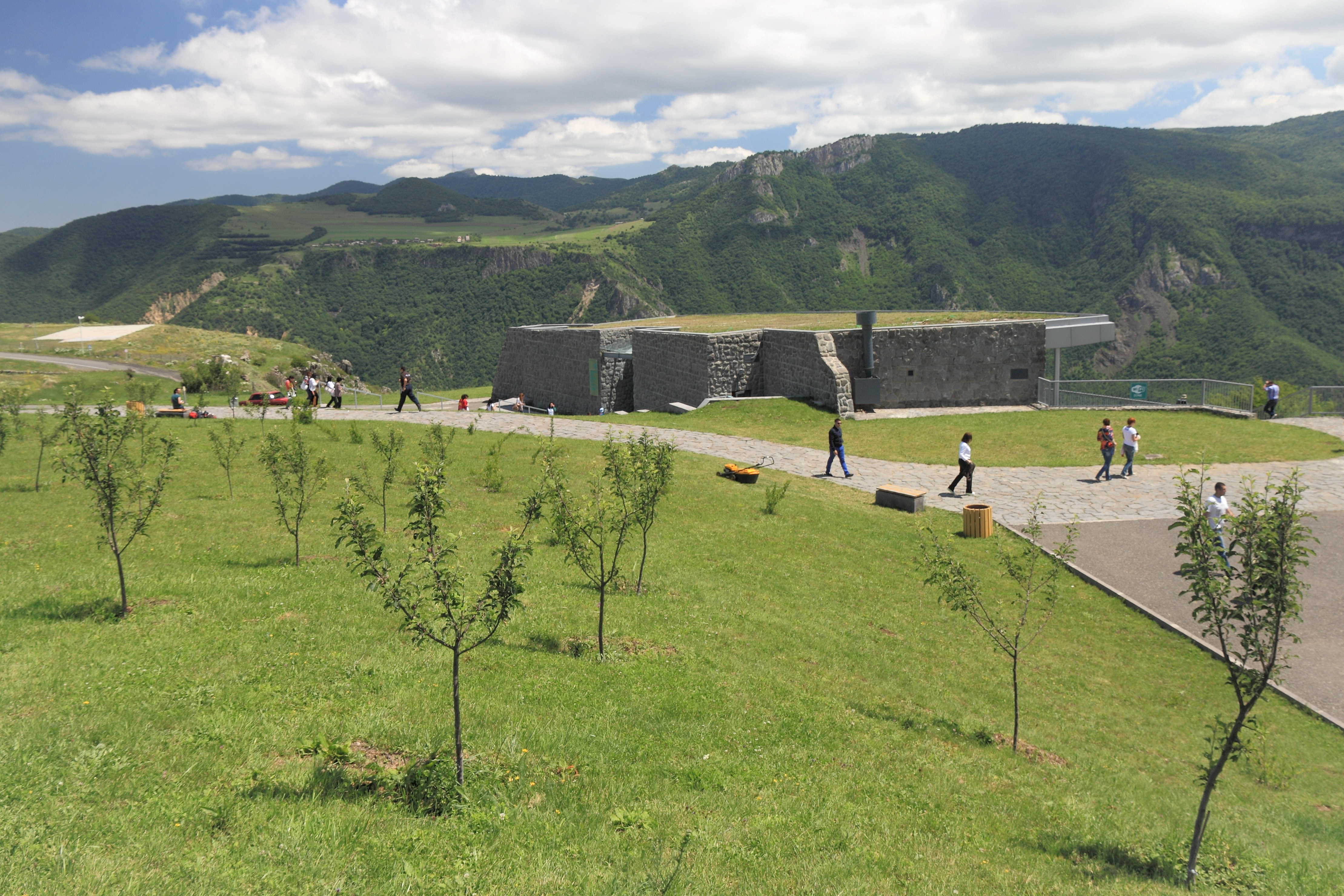
Hlavní budova (provoz, restaurace, pokladna)
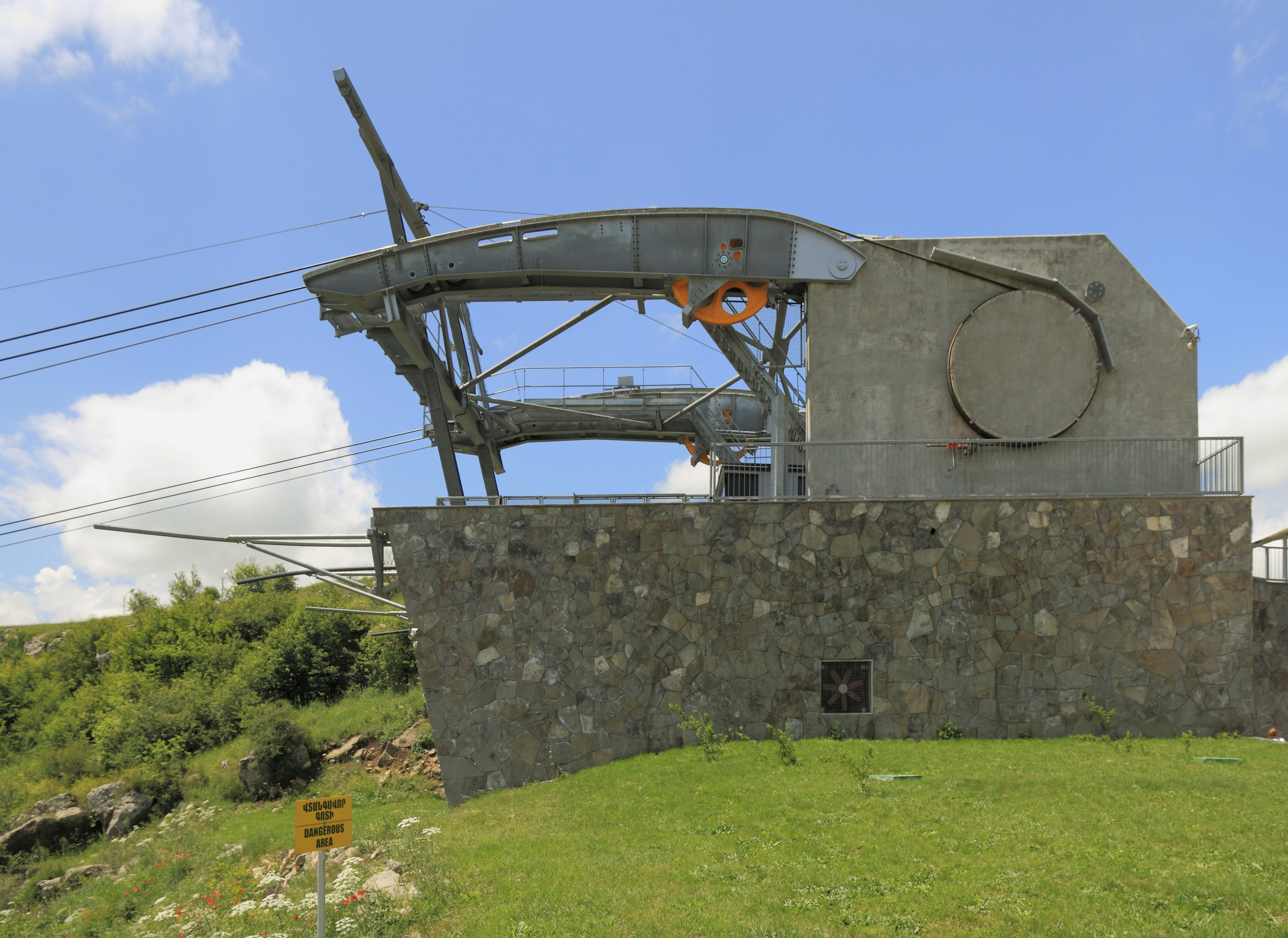
Dolní stanice "Halidzor"
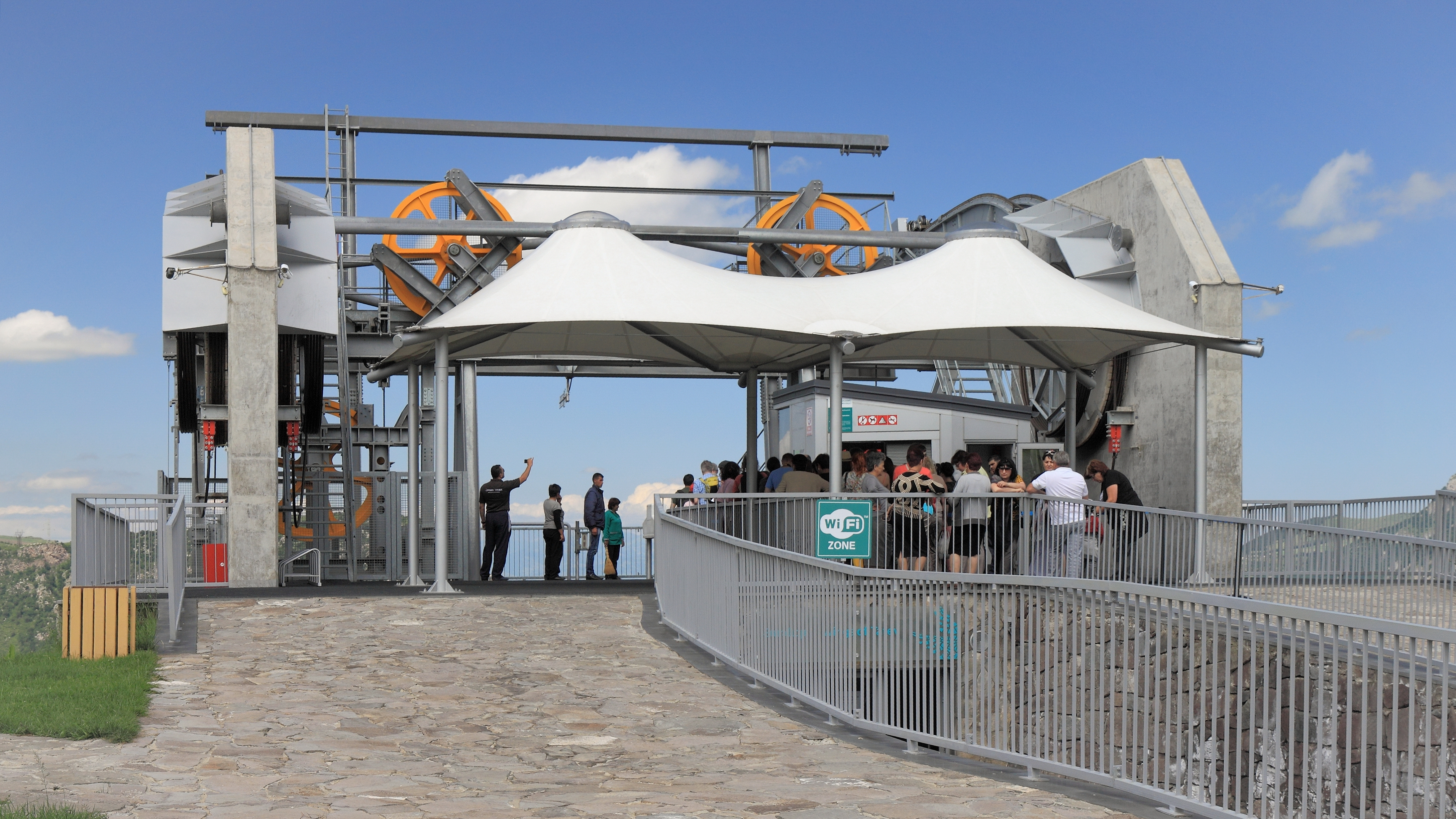
Horní stanice "Tatev"
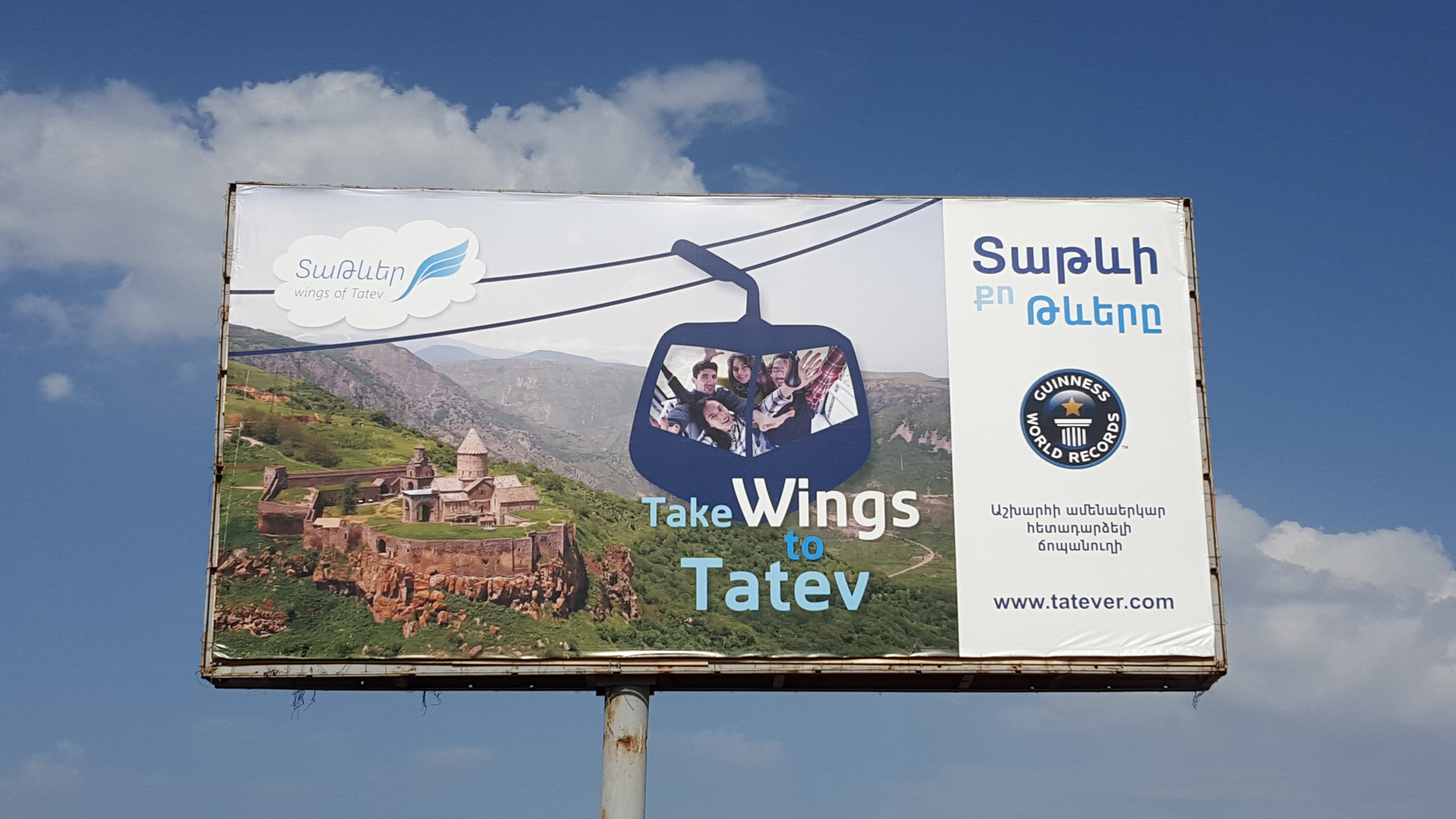
Billboard u Gorisu propagující lanovou dráhu